# Ellochotis opifica
Ellochotis opifica är en fjärilsart som beskrevs av Edward Meyrick 1908. Ellochotis opifica ingår i släktet Ellochotis och familjen äkta malar. Inga underarter finns listade i Catalogue of Life.